# Marche pour Jésus
La Marche pour Jésus est une manifestation chrétienne œcuménique organisée annuellement dans plusieurs villes du monde. 

## Histoire

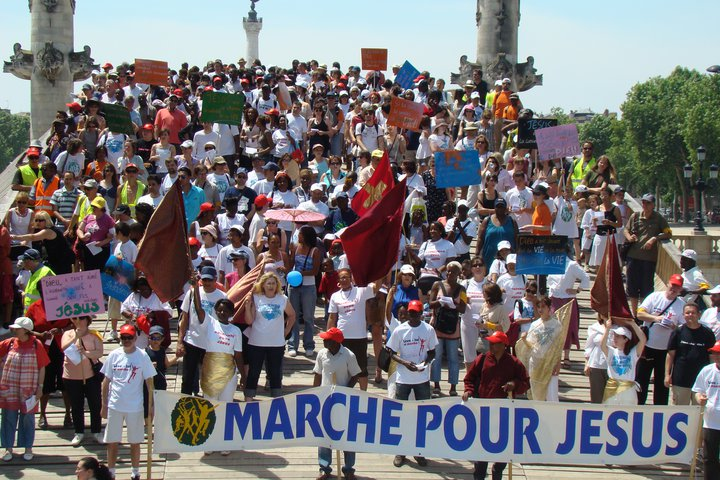
Marche à Bordeaux, France en 2011

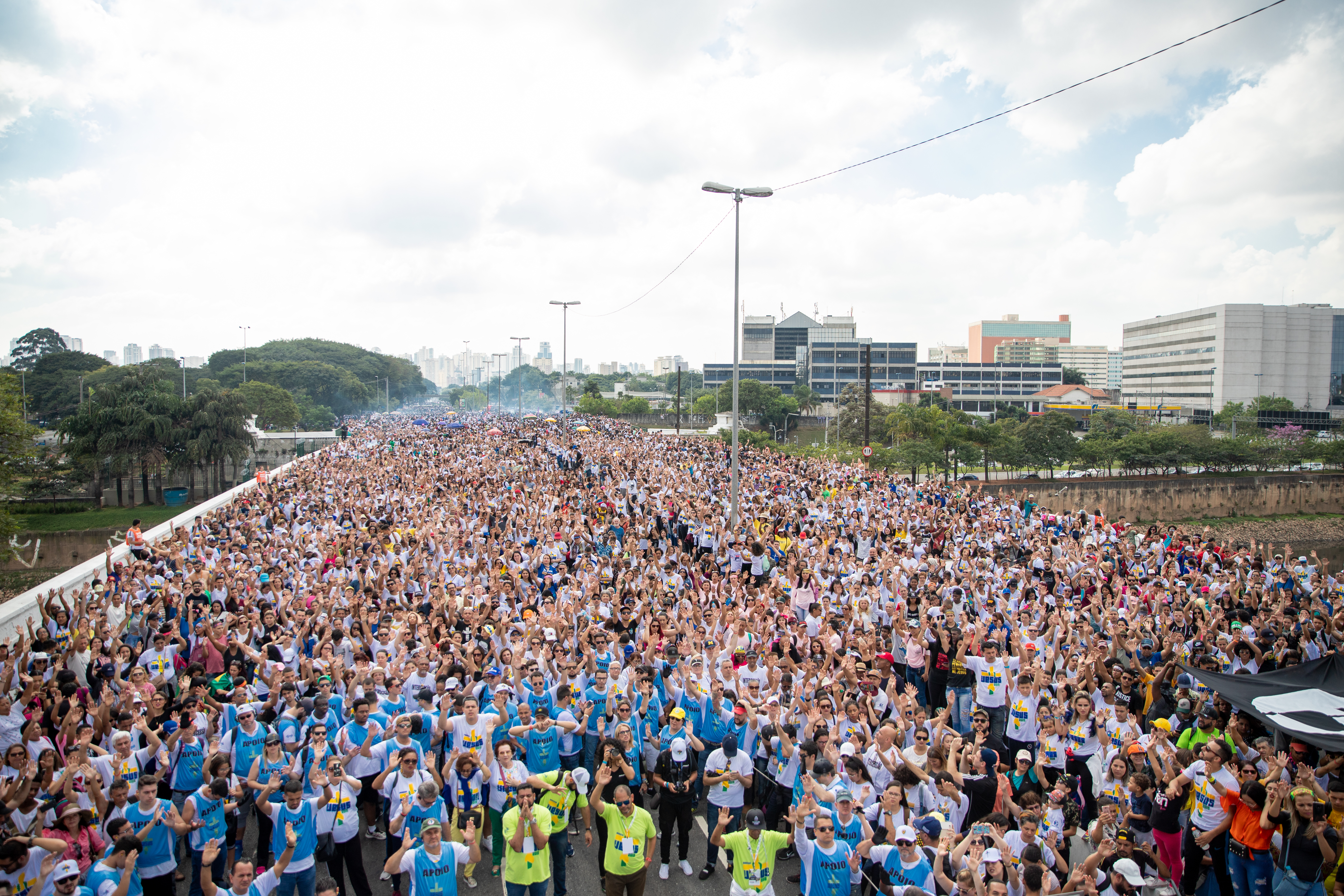
Marche à São Paulo, Brésil en 2019

La marche a été organisée en 1987, à Londres en Angleterre, par les organisations chrétiennes évangéliques Jeunesse en Mission, les réseaux Pioneer et Ichtus Christian Fellowship ,.  L’objectif était de réaffirmer publiquement la foi chrétienne dans une société perçue comme en voie de déchristianisation. La marche a rassemblé 15 000 personnes : un défilé dans les rues de Londres accompagné de prières pour les principales institutions publiques de la ville, sous la banderole « The City March : Prayer and Praise for London » (Marche pour la ville : Prière et Louange pour Londres) .
La marche a été établie dans plusieurs pays du monde, notamment en France en 1991 , , aux États-Unis en 1992 et au Brésil en 1993.
En 1994, elle est devenue un événement mondial se déroulant dans environ 170 pays à la même date.
En 2019, selon les organisateurs de la marche, elle aurait rassemblé 3 millions de personnes à São Paulo, au Brésil, soit l’un des plus grands rassemblements chrétiens au monde .